# Соціалістичний інтернаціонал
Соціалістичний інтернаціонал (Соцінтерн) — всесвітня організація (спілка) соціалістичних та соціал-демократичних партій та організацій.

## Історія
Офіційна дата заснування — 20 липня 1889, Париж. Соціалістичний інтернаціонал є наступником Другого інтернаціоналу, який існував до 1914 року і Соціалістичного робітничого інтернаціоналу, що діяв з 1923 по 1940 рік. Нова організація виникла після Другої світової війни у 1951 році.

## Сучасність
Місце постійного перебування штаб-квартири — Лондон. Секретаріат координує діяльність спілки та організує зібрання конгресів, проводить пресконференції та видає друковану інформацію. Як неурядова організація, Соцінтерн має статус радної організації (1-а категорія) в Організації Об'єднаних Націй.
Цього часу до нього належать 168 партій та організацій. Від України статус «консультативного члену» Соцінтерну має Соціал-демократична партія України. Раніше подібний статус мала ще й Соціалістична партія України, але у липні 2011 року її його позбавили.
Вищим органом Соцінтерну є Конгрес, що збирається кожні три роки, а між ними — Рада Соцінтерну.
Президент — грецький політик, колишній прем'єр-міністр Греції Йоргос Папандреу.

## Члени

### Партії-повноправні члени на 2021 рік[5]
| Держава                             | Назва                                                    | Абревіатура | Уряд                      | Примітки |
| ----------------------------------- | -------------------------------------------------------- | ----------- | ------------------------- | --- |
| Албанія                             | Соціалістична партія Албанії                             | PS          | в уряді                   | Консультативний член з 1999. Повноправний член з 2003.                                                                          |
| Алжир                               | Фронт соціалістичних сил                                 | FFS         | в опозиції                | Консультативний член з 1992. Повноправний член з 1996.                                                                          |
| Андорра                             | Соціал-демократична партія                               | PS          | в опозиції                | Повноправний член з 2003. |
| Ангола                              | Народний рух за визволення Анголи                        | MPLA        | в уряді                   | Спостерігач з 1996. Повноправний член з 2003.                                                                                   |
| Аргентина                           | Громадянський радикальний союз                           | UCR         | молодша партія в коаліції | Консультативний член з 1996. Повноправний член з 1999.                                                                          |
| Вірменія                            | Дашнакцутюн                                              | ARF         | в опозиції                | Спостерігач з 1996. Консультативний член з 1999. Повноправний член з 2003.                                                      |
| Австрія                             | Соціал-демократична партія Австрії                       | SPÖ         | в опозиції                | Повноправний член з 1951. |
| Азербайджан                         | Соціал-демократична партія Азербайджану                  | ASDP        | в опозиції                | Спостерігач з 1996. Консультативний член з 2003. Readmitted as consultative member in June/July 2014. Повноправний член з 2016. |
| Білорусь                            | Білоруська соціал-демократична партія (Народная Грамада) | BSDP        | в опозиції                | Спостерігач з 1999. Консультативний член з 2003. Повноправний член з листопада 2015.                                            |
| Бельгія                             | Соціалістична партія (Валлонія)                          | PS          | в опозиції                | |
| Боснія і Герцеговина                | Соціал-демократична партія Боснії і Герцеговини          | SDP BiH     | в опозиції                | Спостерігач з 1996. Повноправний член з 1999.                                                                                   |
| Бразилія                            | Демократична робітнича партія                            | PDT         | в опозиції                | Консультативний член з 1986. Повноправний член з 1989.                                                                          |
| Болгарія                            | Болгарська соціал-демократична партія                    | PBSD        | в опозиції                | |
| Болгарія                            | Болгарська соціалістична партія                          | BSP         | В уряді                   | Повноправний член з 2003. |
| Буркіна-Фасо                        | Народний рух за прогрес                                  | MPP         | в уряді                   | Повноправний член з 2016. |
| Камерун                             | Соціал-демократичний фронт                               | SDF         | В опозиції                | Консультативний член з 1996. Повноправний член з 1999.                                                                          |
| Кабо-Верде                          | Африканська партія незалежності Кабо-Верде               | PAICV       | в опозиції                | Консультативний член з 1992. Повноправний член з 1996.                                                                          |
| Центральноафриканська Республіка    | Рух за визволення центральноафриканського народу         | MLPC        | в опозиції                | Спостерігач з 2008. Повноправний член з 2018.                                                                                   |
| Чад                                 | Національний союз за демократію та оновлення             | UNDR        | в опозиції                | Спостерігач з червня/липня 2014. Повноправний член з 2017.                                                                      |
| Чилі                                | Партія за демократію                                     | PPD         | в опозиції                | Консультативний член з 1992. Повноправний член з 1996.                                                                          |
| Чилі                                | Соціал-демократична радикальна партія                    | PRSD        | в опозиції                | |
| Чилі                                | Соціалістична партія Чилі                                | PS          | в опозиції                | Консультативний член з 1992. Повноправний член з 1996.                                                                          |
| Колумбія                            | Колумбійська ліберальна партія                           | PLC         | молодша партія в коаліції | Консультативний член з 1992. Повноправний член з 1999.                                                                          |
| Коста-Рика                          | Національно-Визвольна партія                             | PLN         | в опозиції                | Повноправний член з 1987. |
| Хорватія                            | Соціал-демократична партія Хорватії                      | SDP         | в опозиції                | Повноправний член з 1999. |
| Кіпр                                | Рух за соціал-демократію                                 | EDEK        | в опозиції                | Повноправний член з 1987. |
| Кіпр (Північний)                    | Республіканська турецька партія                          | CTP         | в опозиції                | Консультативний член з 2008. Повноправний член з червня/липня 2014.                                                             |
| Кіпр (Північний)                    | Партія комунальної демократії                            | TDP         | в опозиції                | Консультативний член з листопада 2015. Повноправний член з березня 2017.                                                        |
| Чехія                               | Чеська соціал-демократична партія                        | ČSSD        | молодша партія у коаліції | |
| ДР Конго                            | Союз за демократію та соціальний прогрес                 | UDPS        | в уряді                   | Спостерігач з 2003. |
| Домініканська Республіка            | Домініканська революційна партія                         | PRD         | молодша партія у коаліції | Повноправний член з 1987. |
| Екваторіальна Гвінея                | Конвергенція за соціальну демократію                     | CPDS        | в опозиції                | Консультативний член з 1996. Повноправний член з 1999.                                                                          |
| Фінляндія                           | Соціал-демократична партія Фінляндії                     | SDP         | старша партія в коаліції  | |
| Франція                             | Соціалістична партія                                     | PS          | в опозиції                | |
| Гана                                | Національно-демократичний конгрес                        | NDC         | в опозиції                | Консультативний член з 2003. Повноправний член з 2008.                                                                          |
| Греція                              | ПАСОК                                                    | PASOK       | в опозиції                | Повноправний член з 1990. |
| Гватемала                           | Національний союз надії                                  | UNE         | в опозиції                | Повноправний член з 2008. |
| Гвінея                              | Об'єднання гвінейського народу                           | RPG         | в уряді                   | Консультативний член з 1999. Повноправний член з 2003.                                                                          |
| Гаїті                               | Союз гаїтянських соціал-демократів                       | PFSDH       | в опозиції                | Повноправний член з 1989. |
| Гаїті                               | Соціал-демократична асамблея прогресу Гаїті (RSD)        | RSD         | в опозиції                | Повноправний член з 2018 |
| Угорщина                            | Угорська соціалістична партія                            | MSzP        | в опозиці                 | Спостерігач з 1992. Повноправний член з 1996.                                                                                   |
| Угорщина                            | Угорська соціал-демократична партія                      | MSZDP       | позапарламентська         | Член з 1990. Спостерігач з 1992. Консультативний член з 1999. Повноправний член з 2003.                                         |
| Індія                               | Індійський національний конгрес                          | INC         | в опозиції                | Повноправний член з грудня 2014.                                                                                                |
| Іран                                | Курдистанська демократична партія                        | KDP         | Н/Д                       | Повноправний член з листопада 2015.                                                                                             |
| Ірак                                | Патріотичний союз Курдистану                             | PUK         | молодша партія у коаліції | Спостерігач з 2003. Повноправний член з 2008.                                                                                   |
| Ірландія                            | Лейбористська партія                                     |             | в опозиції                | |
| Ізраїль                             | Авода                                                    | Avoda       | в уряді                   | Тимчасово призупинено членство з липня 2018.                                                                                    |
| Ізраїль                             | Мерец                                                    |             | в опозиції                | |
| Італія                              | Італійська соціалістична партія                          | PSI         | в опозиції                | |
| Ямайка                              | Народна національна партія                               | PNP         | в опозиції                | Повноправний член з 1952. Тимчасово призупинено членство з 2012                                                                 |
| Японія                              | Соціал-демократична партія                               | SDP         | в опозиції                | Повноправний член з 1951. |
| Казахстан                           | Загальнонаціональна соціал-демократична партія           | OSDP        | Н/Д                       | Консультативний член з 2012. Повноправний член з листопада 2015.                                                                |
| Киргизстан                          | Соціал-демократична партія Киргизстану                   | SDPK        | в уряді                   | Повноправний член з червня 2018.                                                                                                |
| Ліван                               | Прогресивно-соціалістична партія Лівану                  | PSP         | старша партія в коаліції  | Повноправний член з 1980. |
| Литва                               | Соціал-демократична партія Литви                         | LSDP        | молодша партія у коаліції | Повноправний член з 1990. |
| Малі                                | Альянс за демократію в Малі                              | ADEMA-PASJ  | в опозиції                | Консультативний член з 1996. Повноправний член з 1999.                                                                          |
| Малі                                | Союз заради Малі                                         | RPM         | в уряді                   | Консультативний член з 2003. |
| Мавританія                          | Союз демократичних сил                                   | RFD         | в опозиції                | Спостерігач з 2003. Повноправний член з 2008.                                                                                   |
| Маврикій                            | Лейбористська партія                                     | PT          | в опозиції                | Повноправний член з 1969. |
| Маврикій                            | Маврикійський бойовий рух                                | MMM         | в опозиції                | Консультативний член з 1996. Повноправний член з 2003.                                                                          |
| Мексика                             | Інституційно-революційна партія                          | PRI         | в опозиції                | Консультативний член з 1996. Повноправний член з 2003.                                                                          |
| Молдова                             | Демократична партія Молдови                              | PDM         | молодша партія в коаліції | Консультативний член з 2008. Повноправний член з 2012.                                                                          |
| Монголія                            | Монгольська народна партія                               | MPP         | в уряді                   | Спостерігач з 1999. Повноправний член з 2003.                                                                                   |
| Монголія                            | Монгольська соціал-демократична партія                   | MSDP        | Н/Д                       | Консультативний член з 1992. Повноправний член з 1996.                                                                          |
| Чорногорія                          | Демократична партія соціалістів Чорногорії               | DPS         | старша партія в коаліції  | Консультативний член з 2003. Повноправний член з 2008.                                                                          |
| Чорногорія                          | Соціал-демократична партія Чорногорії                    | SDP         | в опозиції                | Спостерігач з 1996. Консультативний член з 1999. Повноправний член з 2003.                                                      |
| Марокко                             | Соціалістичний союз народних сил                         | USFP        | в опозиції                | Повноправний член з 1992. |
| Мозамбік                            | ФРЕЛІМО                                                  | FRELIMO     | в уряді                   | Консультативний член з 1996. Повноправний член з 1999.                                                                          |
| Намібія                             | СВАПО                                                    | SWAPO       | в уряді                   | Повноправний член з 2008. |
| Непал                               | Непальський конгрес                                      | NC          | в опозиції                | Консультативний член з 1989. Повноправний член з 1999.                                                                          |
| Нігер                               | Партія за демократію і соціалізм Нігеру                  | PNDS        | в уряді                   | Консультативний член з 1996. Повноправний член з 2003.                                                                          |
| Пакистан                            | Пакистанська народна партія                              | PPP         | в опозиції                | Консультативний член з 1989. Повноправний член з 2003.                                                                          |
| Палестина                           | ФАТХ                                                     |             | в уряді                   | Спостерігач з 1996. Консультативний член з 1999. Повноправний член з 2012.                                                      |
| Панама                              | Демократично-революційна партія                          | PRD         | в уряді                   | Консультативний член з 1986. Повноправний член з 1996.                                                                          |
| Парагвай                            | Прогресивно-демократична партія                          | PDP         | в опозиції                | Консультативний член з 2008. Повноправний член з листопада 2015.                                                                |
| Перу                                | Американський народно-революційний альянс                | APRA        | в опозиції                | Повноправний член з 1999. |
| Філіппіни                           | Філіппінська демократично-соціалістична партія           | PDSP        | в опозиції                | Консультативний член з 1992. Спостерігач з 2012. Виключений у грудні 2014 року. Відновлений у 2019 році.                        |
| Португалія                          | Соціалістична партія                                     | PS          | в уряді                   | |
| Пуерто-Рико                         | Партія незалежності Пуерто-Рико                          | PIP         | в опозиції                | Консультативний член з 1987, Повноправний член з 1994.                                                                          |
| Румунія                             | Соціал-демократична партія                               | PSD         | в опозиції                | Консультативний член з 1996. Повноправний член з 1999.                                                                          |
| Росія                               | Справедлива Росія                                        | SR          | в опозиції                | Спостерігач з 2008. Консультативний член з 2010. Повноправний член з 2012.Виключена 2022 року                                   |
| Сан-Марино                          | Партія соціалістів і демократів                          | PSD         | в опозиції                | Консультативний член з 1961. Повноправний член з 1980.                                                                          |
| Сенегал                             | Соціалістична партія Сенегалу                            | PS          | Н/Д                       | Повноправний член з 1970. Boycotted last election.                                                                              |
| Словаччина                          | Курс — соціальна демократія                              | SMER-SD     | в опозиції                | Повноправний член з 1994. |
| ПАР                                 | Африканський національний конгрес                        | ANC         | в уряді                   | Повноправний член з 1999. |
| Іспанія                             | Іспанська соціалістична робітнича партія                 | PSOE        | в уряді                   | Повноправний член з 1951. |
| Туніс                               | Демократичний форум за працю та свободи                  | FDTL        | молодша партія в коаліції | Консультативний член з 2003. Спостерігач з 2012. Повноправний член з 2012.                                                      |
| Туреччина                           | Республіканська народна партія                           | CHP         | в опозиції                | |
| Велика Британія (Північна Ірландія) | Соціал-демократична і лейбористська партія               | SDLP        | в опозиції                | Повноправний член з 1974. |
| Уругвай                             | Новий простір                                            | PNE         | в уряді                   | Консультативний член з 1999. Повноправний член з 2003.                                                                          |
| Венесуела                           | Новий час                                                | UNT         | в опозиції                | Консультативний член з 2013. Повноправний член з листопада 2015.                                                                |
| Венесуела                           | Демократична дія                                         | AD          | в опозиції                | Спостерігач з 1966. Консультативний член з 1981. Повноправний член з середини 1980-х.                                           |
| Венесуела                           | Народна воля                                             | VP          | в опозиції                | Повноправний член з грудня 2014.                                                                                                |
| Ємен                                | Єменська соціалістична партія                            | YSP         | в опозиції                | Спостерігач з 2003. Консультативний член з 2008. Повноправний член з 2012.                                                      |

### Партії консультативні члени на 2020[64][113]
| Держава             | Назва                                                              | Абревіатура | Уряд       | Примітки                                                             |
| ------------------- | ------------------------------------------------------------------ | ----------- | ---------- | -------------------------------------------------------------------- |
| Беліз               | Народна об'єднана партія Белізу                                    | PUP         | в опозиції | Консультативний член з червня/липня 2014.                            |
| Ботсвана            | Демократична партія Ботсвани                                       | BDP         | в уряді    | Консультативний член з червня/липня 2014.                            |
| ДР Конго            | Об'єднана лумумбістська партія                                     | PALU        | в опозиції | Спостерігач з грудня 2014. Консультативний член з 2019.              |
| Джибуті             | Рух за демократичне оновлення та розвиток                          | MRD         | в опозиції | Консультативний член з 2019.                                         |
| Габон               | Габонська прогресивна партія                                       | PGP         | Н/Д        | Консультативний член з 1996.                                         |
| Гамбія              | Об'єднана демократична партія                                      | UDP         | Н/Д        | Консультативний член з 2012.                                         |
| Грузія              | Соціал-демократи за розвиток Грузії                                | SDD         | Н/Д        | Консультативний член з 2013.                                         |
| Гана                | Конгресна народна партія                                           | CPP         |            | Консультативний член з 2018                                          |
| Гвінея-Бісау        | Африканська партія незалежності Гвінеї та Кабо-Верде               | PAIGC       | в уряд     | Консультативний член з 2008.                                         |
| Іран                | Демократична партія Іранського Курдистану                          | PDKI        | Н/Д        | Спостерігач з 1996. Консультативний член з 2008.                     |
| Палестина           | Палестинська національна ініціатива                                | PNI         | в опозиції | Спостерігач з 2008. Консультативний член з 2012.                     |
| Палестина           | Палестинський народний фронт боротьби                              | PPSF        |            | Консультативний член з 2018.                                         |
| Західна Сахара      | Полісаріо                                                          | POLISARIO   | в уряді    | Спостерігач з 2008. Консультативний член з 2017.                     |
| Сан-Томе і Принсіпі | Рух за звільнення Сан-Томе і Принсіпі / Соціал-демократична партія | MLSTP/PSD   | в уряді    | Консультативний член з 2013.                                         |
| Есватіні            | Об'єднаний народно-демократичний рух                               | PUDEMO      | Н/Д        | Консультативний член з 2013. Політична партія заборонена в Есватіні. |
| Сирія               | Партія Демократичне об'єднання                                     | PYD         |            | Консультативний член з листопада 2015.                               |
| Того                | Демократична конвенція африканських народів                        | CDPA        |            | Консультативний член з 1999.                                         |
| Туреччина           | Народно-демократична партія                                        | HDP         | в опозиції | Консультативний член з 2015.                                         |
| Україна             | Соціал-демократична партія України                                 | SDPU        | Н/Д        | Консультативний член з 2003.                                         |

### Партії-спостерігачі, на 2020[64][113]
| Країна          | Назва                               | Абревіатура | Уряд                        | Примітки                                                          |
| --------------- | ----------------------------------- | ----------- | --------------------------- | ----------------------------------------------------------------- |
| Есватіні        | Демократична партія Свазі           | SWADEPA     |                             | Спостерігач з червня/липня 2014.                                  |
| Іран            | Комала партія Іранського Курдистану | KPIK        |                             | Спостерігач з грудня 2014.                                        |
| Іран            | Комала партія Курдистану            | KPK         |                             | Спостерігач з грудня 2014.                                        |
| Кенія           | Лейбористська партія Кенії          |             |                             | Спостерігач з 2012.                                               |
| Косово          | Самовизначення                      | VV          | в уряді                     | Спостерігач з 2018.                                               |
| Лесото          | Лесото конгрес за демократію        | LCD         | в опозиції                  | Спостерігач червня/липня 2014.                                    |
| Сербія          | Social Democratic Party of Serbia}} | SDPS        | молодший партнер у коаліції | Спостерігач з 2018.                                               |
| Велика Британія | Лейбористська партія                |             | В опозиції                  | Повноправний член з 1951. У лютому 2013 попросила понизити статус |